# Князев, Георгий Алексеевич
Гео́ргий Алексе́евич Кня́зев (15 марта 1887, Санкт-Петербург — 30 июня 1969, Ленинград) — советский историк, архивист, доктор исторических наук.

## Биография[2]
Родился в семье предпринимателя.
1913 год — выпускник историко-филологического факультета Санкт-Петербургского университета.
C 1913 года работал в Морском архиве (Санкт-Петербург): в 1916 года возглавил его исторический отдел (являясь создателем этого отдела).
1917—1918 гг. — член-основатель Союза российских архивных деятелей.
Принимал активное участие в создании органов Центрархива в Петрограде.
1925—1929 гг. — был учёным секретарем Революционного отдела Архива Военно-морского флота и заведующим историческим отделом XVIII — начала XIX вв. в Архиве флота и морского ведомства, доцентом ЛГИЛИ—ЛГУ (по совместительству)
Выступал на петроградских и всероссийских архивных конференциях и съездах с докладами по методике и практике архивного дела (1920, 1925, 1929 гг.)
С 22 июня 1941 года по 11 августа 1942 года находился в блокадном Ленинграде.
1942—1944 гг. находился в эвакуации в Казахстане.
1960 год — почётный доктор исторических наук: ученая степень была присуждена Президиумом АН СССР без защиты диссертации (за общий научный вклад).
Директор Архива АН СССР в Ленинграде (с 1929 по 1963 гг.)
Являлся заместителем председателя Комиссии по истории Академии наук СССР.
В течение 60 лет научной деятельности было опубликовано 80 книг, брошюр, статей.
Жена — Мария Фёдоровна Ермолина (1890-1990), архивист.

## Награды
- Орден Ленина.
- Орден Трудового Красного Знамени (10.06.1945)
- Медаль «За доблестный труд в Великой Отечественной войне 1941—1945 гг.»
- Медаль «За оборону Ленинграда».